# Ivan Putilin
Ivan Putilin (18 de marzo de 1909 – 24 de julio de 1997) fue un músico finlandés de origen ruso, instrumentista y profesor de guitarra.

## Biografía
Su nombre completo era Ivan Feodorovitš Putilin, y nació en San Petersburgo, Rusia.
Putilin fue el primer profesor de guitarra clásica de la Academia Sibelius, y enseñó guitarra a diferentes artistas, entre ellos Albert Järvinen, aunque también tocaba la balalaica, la mandolina y el contrabajo, actuando en formaciones como la de Waldemar Kuutio, con la cual tocó en el Café Arena desde 1927.
Además, apareció en algunas producciones cinematográficas, entre ellas Aktivistit (1939) y Kuisma ja Helinä (1932), cinta en la que encarnaba a un cosaco tocando la balalaica.
Ivan Putilin falleció en Helsinki, Finlandia, en el año 1997.